# Teranodes montanus
Espèce
Synonymes
- Hexathele montanus Hickman, 1927

Teranodes montanus est une espèce d'araignées mygalomorphes de la famille des Hexathelidae.

## Distribution
Cette espèce est endémique d'Australie. Elle se rencontre en Tasmanie et au Victoria

## Publication originale
- Hickman, 1927 :  Studies in Tasmanian spiders. Part I. Papers and Proceedings of the Royal Society of Tasmania, vol. 1926, p. 52-86 (texte intégral).